# 검은날여우박쥐
검은날여우박쥐 또는 검은과일박쥐(학명: Pteropus alecto)는 큰박쥐과에 속하는 박쥐의 일종이다. 전세계에서 가장 큰 박쥐의 하나지만, 왕박쥐속의 가장 큰 종보다는 상당히 작다. 오스트레일리아와 파푸아뉴기니 그리고 인도네시아의 토착종이다. 멸종위기종은 아니다.

## 분류
토레스 해협 모아 섬에서 발견된 검은날여우박쥐 새끼 표본을 별도의 종 Pteropus banakrisi로 기술했다. 제안된 이 종은 토레스날여우박쥐 또는 모아섬과일박쥐로 불린다.

### 아종
- P. a. alecto
- P. a. aterrimus
- P. a. gouldi
- P. a. morio

## 특징
검은날여우박쥐는 불그스레한 갈색 망토와 대비되는 짥고 검은 털을 갖고 있으며, 평균 전완장은 164mm, 평균 몸무게는 710g 정도이다. 세계에서 가장 큰 박쥐의 하나로 날개 폭이 1m 이상이다.

## 분포
검은날여우박쥐는 오스트레일리아(뉴사우스웨일스주, 퀸즐랜드주, 노던 준주 그리고 웨스턴오스트레일리아주), 파푸아뉴기니 섬(서부 주)과 인도네시아(서뉴기니, 술라웨시섬, 숨바섬 그리고 사부)의 토착종이다.